# Benno Walldorf
Benno Walldorf (* 26. April 1928 in Gießen; † 9. Juni 1985 in Bad Homburg vor der Höhe) war ein deutscher Maler und Grafiker, der auch als Jazzmusiker und Fotograf tätig war.
Weitgehend autodidaktisch ausgebildet, gelangte er in den 1960er-Jahren zu einer eigenständigen farbenfrohen Bildsprache, die Elemente eines magischen Realismus mit Einflüssen von Surrealismus und Pop Art verband, und schuf zahlreiche Wandbilder im öffentlichen und halböffentlichen Raum.

## Werdegang
Walldorf stammt aus einer bekannten Schaustellerfamilie. Die frühen Eindrücke aus dem Schausteller- und Zirkusmilieu prägten später seine Formensprache und Motivik stark.
Er erhielt eine kaufmännische Ausbildung, interessierte sich aber schon früh, angeregt durch den mit Antiquitäten handelnden Großvater, für Kunst und begann zu malen. Sporadischen Unterricht erhielt er in Marburg, hatte aber im eigentlichen Sinn keine künstlerische Ausbildung. 1956 zog er nach Frankfurt um. In den 1960er-Jahren fand er zunehmend Anerkennung als Maler und konnte schließlich ganz von der Malerei leben. In den 1970er Jahren, der Ära der Kunst am Bau, erhielt er zahlreiche Aufträge für Wandgemälde; das erste schuf er für das Gewerkschaftshaus der I.G. Chemie, Papier, Keramik in Hannover.
Im letzten Jahr seines Lebens arbeitete er im Kulturamt der Stadt Hattersheim, wo er mit der Organisation von Kulturveranstaltungen aller Art betraut war. Teile seines Nachlasses befinden sich im Institut für Stadtgeschichte Frankfurt am Main und im Lippmann + Rau-Musikarchiv in Eisenach.

## Motivik
Im Laufe der 1960er Jahre entwickelt Walldorf ein eigenständiges Bildvokabular, das sich in immer neuen Variationen durch zahlreiche Ölgemälde der Zeit zieht. Stühle, Schachbrettmuster, Würfel sind hier vor allem zu nennen. 
Sehr gelegentlich entstanden auch Porträts, so von seiner Frau und von der Galeristin Hanna Bekker vom Rath.
Eine großformatige Paraphrase auf Tischbeins bekanntes Goethe-Gemälde im Frankfurter Städel, mit diversen Ingredienzien eines „typischen Walldorf“ entstand 1967 für die Ausstellung Goethe heute und befindet sich heute im Besitz der SEB AG, Frankfurt am Main.

## Grafiker
Besondere Aufmerksamkeit widmete Walldorf, von gelegentlichen Ausflügen in andere Techniken abgesehen, dem Siebdruck, dessen intensive direkte Farbigkeit ihm besonders entsprach. Unter den zahlreichen Werke ragt die Mappe Zirkus hervor, deren Blätter nach bekannten Jazzstücken benannt sind.
Eine Episode blieben Collagen im Stile eines Max Ernst, bei denen er sich eines Nachdrucks des Kaufhauskataloges bediente, den auch Ernst für seine bekannten Collageromane benutzt hatte.

## Musiker
Walldorf lernte, ebenfalls autodidaktisch, Altsaxophon, trat nach dem Krieg in Clubs schwarzer GIs seiner Heimatstadt auf und wechselte später zum Sopransaxophon. In den 1950er Jahren wurde er Teil der lebendigen Frankfurter Jazzszene. Er spielte zunächst bei den Burgundy Street Paraders um Roland Schneider, aus deren Musikerpool er eine eigene Band formte, die als band in the band bestand. Beim Deutschen Amateur-Jazz-Festival in Düsseldorf 1957 wurde er zum besten Sopransaxophonisten gekürt. 
Seine Benno Walldorf Blues Combo, die auch unter dem Namen Benno Walldorf Jazz Combo in verschiedenen Besetzungen bis zum Ende seiner musikalischen Laufbahn fortbestand, gründete er im Jahr darauf. Die Gruppe spielte zunächst in ungewöhnlicher Besetzung: Walldorf am Sopransaxophon bildete mit dem Klarinettisten Dietrich Geldern die front line, die zunächst von einer Rhythmusgruppe aus zwei Gitarren und Kontrabass begleitet wurde. 1958 erntete die Band auf dem Deutschen Jazzfestival (für diesen Anlass verstärkt um Peter Trunk am Bass und Albert Mangelsdorff an der Gitarre) „regelrechte Beifallsstürme“. Ein bekanntes Foto zeigt die Musiker auf dem Rollfeld des Frankfurter Flughafens, wo sie zur Begrüßung der Musiker des American Folk and Blues Festival spielen.
Walldorf, der die Musik stets als Amateur ausübte, blieb zeitlebens älteren Idiomen des Jazz verhaftet, die er auf hohem Niveau mit eindrucksvoller Tongebung beherrschte. Einflüsse von Sidney Bechet und seinem Idol und späteren Freund Benny Waters sind unüberhörbar. 1984 musste er das Spielen aus gesundheitlichen Gründen aufgeben und verabschiedete sich mit der LP Farewell Sweet Saxophon aus der Musikszene.

## Fotograf
In den 1950er-Jahren erstand Walldorf eine Rolleicord und brachte sich, wiederum autodidaktisch, das Fotografieren bei. Neben Stadtaufnahmen, Straßenszenen und Personenaufnahmen für Presse und gelegentlich Buchverlage waren es vor allem seine Musikerporträts, die seinen Rang als Fotograf begründeten. Als Musiker auf Augenhöhe und in direktem Kontakt mit berühmten Kollegen aus USA verkehrend, gelangen ihm vor allem hinter den Kulissen eindrucksvolle Porträts in Frankfurt gastierender Jazzgrößen (Stan Getz, Louis Armstrong u. v. a. m.)

## Galerie Elefant
Walldorf, der zeitlebens eine Geschäftstüchtigkeit an den Tag legte und Ende der 1950er Jahre bereits in Frankfurt in der Alten Gasse ein Jazzschallplattengeschäft mit angeschlossener Galerie betrieben hatte, gründete 1971 mit seiner Ehefrau Helga Walldorf im Souterrain seines Hauses in Bad Homburg die Galerie Elefant. Eingeladene Künstler waren aufgefordert, eine Grafik mit Elefantenmotiv anzufertigen, die an Freunde und Kunden des Hauses auch im Abonnement verkauft wurde. Es entstand eine eindrucksvolle Serie, aus der die Arbeit von Conrad Felixmüller herausragt.

## Wandgemälde

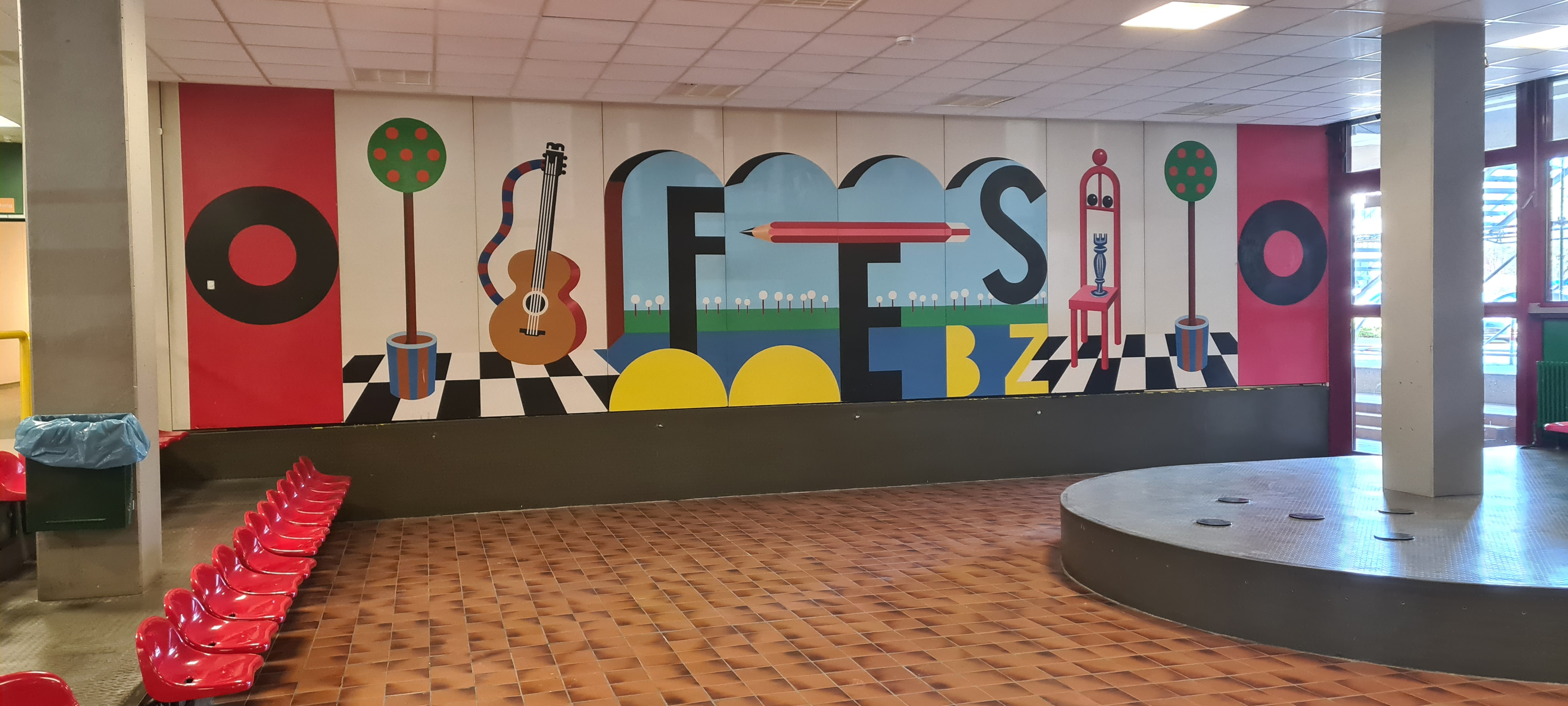
Kunstwerk in der Friedrich-Ebert Schule Wiesbaden (2022 vor dem Umzug in den Neubau)

- Gewerkschaftshaus der I.G. Chemie, Papier, Keramik in Hannover (Wandgemälde im Foyer)
- Stadtbad West, Gießen (Die Gemälde wurden 2019 bei Renovierungsarbeiten durch Übermalung zerstört)[3]
- Universität Konstanz, Philosophische Fakultät, Universitätsbibliothek
- Deutsche Bank, Filiale Bad Homburg
- Humboldt-Schule Bad Homburg
- Technisches Rathaus Frankfurt, Öffentlicher Durchgang (nach Abbruch des Gebäudes auf Initiative seiner Tochter ins nahe gelegene Parkhaus umgesiedelt)
- Friedrich-Ebert Schule Wiesbaden (Das Gemälde wurde im Ursprungsgebäude demontiert und im Neubau wieder aufgestellt.[4])

## Ausstellungen und Auszeichnungen
- Kongresshalle Gießen
- Förderpreis des Landes Hessen (gemeinsam mit Thomas Bayrle) 1967
- Goethe heute, Karmeliterkloster Frankfurt 1967
- Galerie Remmele, Gießen 1969
- Bonner Kunstverein (Katalog), 1972
- Spielfreude. Das fotografische Werk des Malers Benno Walldorf, Gotisches Haus, Bad Homburg, 2000/2001
- The Sound of Frankfurt, Karmeliterkloster (darin Jazzfotos von Walldorf),
- Benno Walldorf. Magie der Dinge: „MADE IN GERMANY“ und Gemälde, Kulturzentrum Englische Kirche, Bad Homburg, 2013

## Schallplatten, u.a.
- Aufnahmen mit Benny Waters, EP, 1962
- Benno Walldorf Blues Combo, 1976
- Farewell Sweet Saxophon, mit der Sängerin Jean Shy, 1983
- Benno Walldorf Jazz & Blues Combo 1957–1984. Happy again - but the Blues?, Doppel-LP 1985